# Web Gallery of Art
Web Gallery of Art je virtuální internetová galerie prací evropského malířství, sochařství a uměleckých řemesel, zahrnující díla přibližně z let 200–1900, kterou od roku října roku 1996 provozují dva maďarští vědci, Dr. Emil Krén (penzionovaný fyzik a konzultant informačních technologií z Budapešti) a Dr. Dániel Marx, vědecký pracovník Institutu vědy a kontroly počítačů Maďarské akademie věd.

## Historie a obsah
První - nejstarší skupinu tvořilo 1100 děl italské renesance a raného baroka z let 1400–1600 z fondů italských institucí, jež byly uspořádány formou průvodce. Galerie byla postupně rozšiřována o díla dalších období, dalších zemí a dalších majitelů, takže podle statistického přehledu má v prvním čtvrtletí roku 2022  dosáhnout 52.800 položek. Současně se  databáze rozšiřuje o architekturu a o díla vzniklá v letech 1901–1914. Kromě toho je od počátku budována také databáze autorů uměleckých děl, odborných termínů a institucí a jejich abecední rejstříky. 

## Výběr přispěvatelů
Do galerie byla a dosud jsou zařazována díla pouze po předchozím smluvním souhlasu sbírkových institucí, jiných institucí nebo soukromých majitelů. Jejich majitelé uvolňují reprodukční práva k užívání (reprodukci) děl s podmínkou uvedení zdroje. České státní instituce se projektu neúčastní. Účast soukromých majitelů nelze zjistit, protože zpravidla z bezpečnostních důvodů jejich jména ani nejsou uvedena.